# Aron Royé
Aron Royé (Amsterdam, 3 aprile 1988) è un ex cestista olandese.

## Palmarès
- Campionato olandese: 1

Donar Groningen: 2009-10
- Coppa d'Olanda: 1

Donar Groningen: 2011